# Brachypteroma
Brachypteroma is een kevergeslacht uit de familie van de boktorren (Cerambycidae). De wetenschappelijke naam van het geslacht werd voor het eerst geldig gepubliceerd in 1863 door Heyden.

## Soorten
Brachypteroma omvat de volgende soorten:
- Brachypteroma holtzi Pic, 1905
- Brachypteroma magnanii Sama, 1987
- Brachypteroma ottomanum Heyden, 1863